# Snabelsporlav
Snabelsporlav (Celothelium ischnobelum) är en lavart som först beskrevs av William Nylander och som fick sitt nu gällande namn av M. B. Aguirre. 
Snabelsporlav ingår i släktet Celothelium och familjen Celotheliaceae. Arten är reproducerande i Sverige. Inga underarter finns listade i Catalogue of Life.